# Idan Srur
Idan Srur (* 5. Oktober 1986 in Ramle) ist ein israelischer Fußballspieler.

## Karriere
Srur begann seine Karriere bei Ness Tsiona, ehe er 2001 in die Jugendmannschaft des israelischen Erstligisten Hapoel Tel Aviv geholt wurde. 2004 wurde er dann vom Verein in die erste Mannschaft hochgezogen. Im ersten Jahr kam er zu drei Einsätzen in der Liga und wurde mit dem Team Neunter der höchsten israelischen Spielklasse.
2005 wurde er an Hapoel Petach Tikwa verliehen. 2005/06 konnte man noch Neunter der Liga werden, 2006/07 musste man jedoch absteigen und Srur verließ den Verein und kehrte nach Tel Aviv zurück. Dort konnte er sein Debüt auf europäischer Klubebene in der UEFA-Cup-Saison 2007/08 feiern. Im Spiel gegen den Vertreter aus Belgien RSC Anderlecht kam Srur in der 53. Minute für Reuven Oved ins Spiel. Das Gruppenspiel ging mit 0:2 verloren. Am Ende wurde man in der Meisterschaft Siebenter und man verlor das Pokalfinale gegen Beitar Jerusalem im Elfmeterschießen.
Nach einem weiteren halben Jahr in Tel Aviv wechselte er im Frühjahr 2009, wiederum leihweise, zu Hapoel Ironi Kirjat Schmona. Der Verein stieg mit dem linken Mittelfeldspieler am Ende der Saison als Tabellenletzter ab, vier Punkte fehlten auf Platz zehn.
Daraufhin kehrte er zu Hapoel Petach Tikwa zurück, der den Aufstieg 2008/09 fixieren konnte. Er wurde von Hapoel Tel Aviv wie zuvor verliehen. Mit seinem Wechsel zu Hapoel Ramat Gan 2010 begannen mehr als zehn Jahre, in denen Srur bei einer Fülle von israelischen Vereinen der zweiten und dritten Ligen manchmal auch sehr kurzzeitige Engagements erhielt.